# Julia Bracewell Folkard
Pour les articles homonymes, voir Bracewell.
Julia Bracewell Folkard, née à South Kensington (Londres) en 1849 et morte à Paris le 29 décembre 1933, est une peintre britannique.

## Biographie
Née en 1849, ses parents sont Henry Folkard (1826-1881), chirurgien et Julia Bracewell (1827-1860). Elle a un frère, Henry Tennyson Folkand (1850-1916), premier bibliothécaire du borough de la bibliothèque publique de Wigan, ainsi que deux sœurs Mary Tennyson Folkard (1854–1918), romancière et actrice, et Elizabeth Folkard, également artiste.
Elle étudie à la Royal Academy of Arts. Elle est récompensée en 1871 d'une médaille d'argent qu'elle partage avec Julia Cecilia Smith pour leurs peintures. C'est Jessie Macgregor qui remporte la médaille d'or cette année-là. Il a été noté que ces trois femmes avaient révélé la stupidité des règles empêchant les femmes de devenir membres à part entière de la Royal Academy.
En mai 1883, la peintre fait l'objet d'un article illustré dans le magazine The Queen. Le périodique The Graphic a reproduit en couleur The Rose Maiden. 
Elle est une peintre de genre et de portrait qui expose fréquemment et pendant plus de 20 ans à la Royal Academy. Elle expose également à Suffolk Street à partir de 1872. Certains de ses sujets sont théâtraux. Elle est commissionnée en 1903 pour peindre des portraits de William Llewellyn et de sa femme, d'Upton House à Dorset, où ils sont toujours exposés aujourd'hui. Un portrait du musicien Henry David Leslie est conservé dans la collection du Royal College of Music. 
En juin 1898, Julia et sa sœur Mary font une croisière sur le yacht « Hesperta » autour des Highlands. Elles se lient d'amitié avec Edwin Waugh, auteur en dialecte du Lancashire. Ses lettres et son compte rendu du voyage sont conservés aux archives de Rochdale. Dans ses lettres, il dit : « Les deux dames à bord, Miss Julia B. Folkard et Miss Mary Tennyson Folkard, ont certainement contribué plus que quiconque au plaisir de la croisière du début à la fin ».
En juillet 1889, The Queen publie une notice biographique de l'artiste, avec un portrait accompagnant. Ses peintures comprenaient un portrait de sa sœur, Mary.
En 1914, son portrait du Dr. Berry présent à l'Infirmerie de Wigan est décrit comme « un portrait frappant » par le Medical Officer en 1915. La même année, elle vit au 5 St George's Square à Camden, avec sa sœur Elizabeth et Emily Harding Andrewt, veuve et artiste, membre de l'Artists Suffrage League.
Sa peinture I Showed Her the Ring and Implored Her to Marry (Je lui ai montré l'anneau et je l'ai imploré de m'épouser) a été incluse dans le livre Women Painters of the World de 1905. Folkard meurt à Paris le 29 décembre 1933 à l'âge de 85 ans. Elle est inhumée au cimetière de St Pancras.  
Le portrait de Mary Anne Keeley (en), réalisé par Bracewell, est exposé à la National Portrait Gallery de Londres.

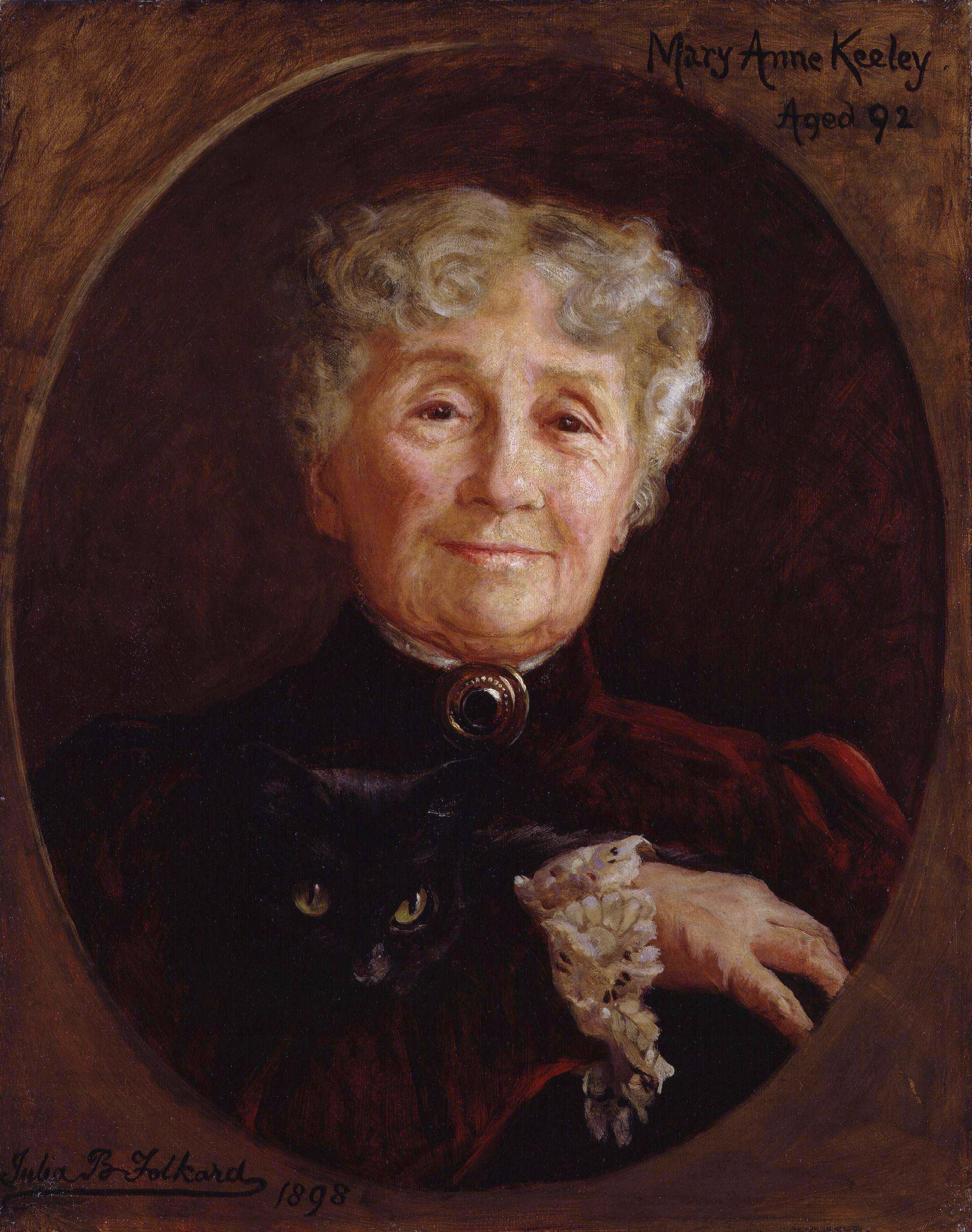
Portrait de Mary Anne Keeley
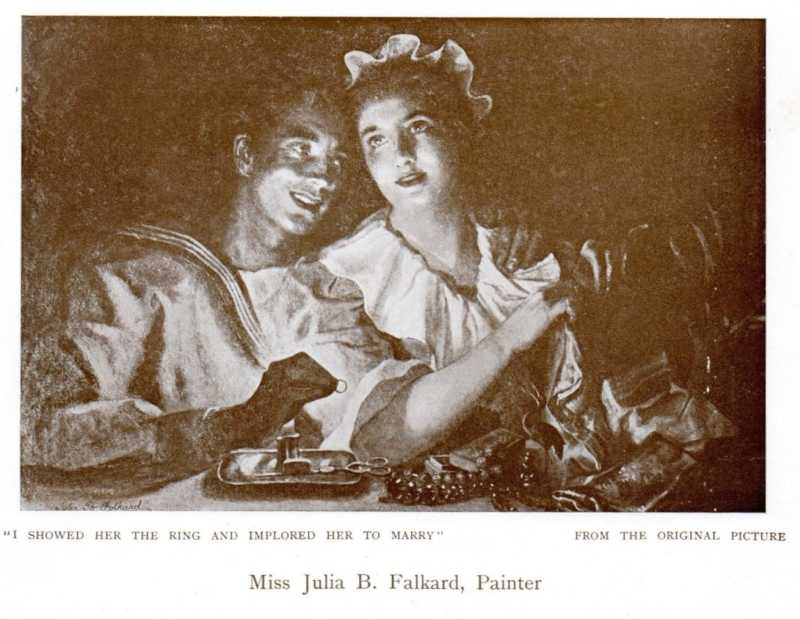
I Showed Her the Ring and Implored Her to Marry